# Streifenreiher
Der Streifenreiher (Tigrisoma fasciatum) ist ein in Südamerika verbreiteter Reiher.

## Merkmale
Der Streifenreiher erreicht eine Körperlänge von 60 bis 70 cm. Das Gefieder ist von grauer oder brauner Grundfarbe mit dunkleren Querstreifen. Die Färbung variiert zwischen den Unterarten. Die Geschlechter weisen einen geringen Geschlechtsdimorphismus auf, da das Männchen etwas kontrastreicher gefärbt ist als das Weibchen.

## Vorkommen
Sein Verbreitungsgebiet umfasst Mittel- und Südamerika. Von Costa Rica über Kolumbien ist er entlang der östlichen Andenhänge bis nach Bolivien verbreitet. Ein weiteres Vorkommen besteht im südöstlichen Brasilien sowie im nördlichen Argentinien. Der Lebensraum sind feuchte Wälder gebirgiger Regionen, wo Streifenreiher entlang dicht bewachsener Flussufer leben.

## Verhalten
Der Streifenreiher lebt meist einzelgängerisch und findet sich nur in der Brutzeit zu Paaren zusammen. Er ist ein Lauerjäger, der seine Beute sowohl an Land als auch im Wasser fängt. Zu seinen Beutetieren zählen kleine Fische und Insekten.